# Мосхула
Мосхула или Ментешли (на гръцки: Μοσχούλα, до 1927 година Μεντεσλή, Ментешли) е бивше село в Гърция, в дем Кожани, област Западна Македония.

## География
Мосхула е било разположено на 3 km северозападно от Кожани.

## История

### В Османската империя
В края на XIX век Ментешли е турско село в Османската империя. Според статистиката на Васил Кънчов („Македония. Етнография и статистика“) през 1900 година в Ментешь Али, Кайлярска каза, има 133 турци.
На Етнографската карта на Битолския вилает на Картографския институт в София от 1901 година Ментешли е чисто турско село в Кайлярската каза на Серфидженския санджак с 25 къщи.
Според статистика на Серфидженския санджак на гръцкото консулство в Еласона от 1904 година в Ментешли (Μεντεσλή), Кожанска каза, живеят 110 турци.

### В Гърция
През Балканската война в 1912 година в селото влизат гръцки части и след Междусъюзническата в 1913 година остава в Гърция. В 1913 година селото (Μεντισλή) има 125 жители. През 20-те години населението му се изселва в Турция и на негово място са настанени бежанци от Турция. В 1928 година селото (Μεντεσελή) е изцяло бежанско с 11 семейства и 40 жители бежанци.
През 1927 година името на селото е сменено на Мосхула. След Втората световна война се разпада. Селото е закрито на 7 април 1951 година.
| Година    | 1913 | 1920 | 1928 | 1940 | 1951 | 1961 | 1971 | 1981 | 1991 | 2001 | 2011 | 2021 |
| --------- | ---- | ---- | ---- | ---- | ---- | ---- | ---- | ---- | ---- | ---- | ---- | ---- |
| Население | 125  | 115  | 38   | 41   |      |      |      |      |      |      |      |      |